# Aldeallana
Aldeallana es una entidad de población española del municipio de Segovia, perteneciente a la provincia homónima, en la comunidad autónoma de Castilla y León.

## Historia
Hacia mediados del siglo XIX, el lugar, por entonces perteneciente a Fuentemilanos, tenía contabilizada una población de cuatro habitantes. Aparece descrito en el decimotercer volumen del Diccionario geográfico-estadístico-histórico de España y sus posesiones de Ultramar de Pascual Madoz con las siguientes palabras:

ALDEALLANA: cas. en la prov. y part. jud. de Segovia (2 3/4 leg.), corresponde en lo civil al pueblo de Fuentemilanos (3/4), y en lo ecl. al de Valdeprados (1/2): su térm. de la v. de Abades; E. con el cas. del Campillo; S. estados del Conde de Puñonrostro, y O. con el cas. de Colina: se cultivan en él unas 80 obradas de tierra que producen 400 fan. de todo grano, siendo sus prod. trigo, cebada, avena, centeno, algarrobas y garbanzos: todo lo demas es monte de encina, que sirve para leñas y carbon: el terreno es de ínfima calidad, y abunda en caza de perdices, conejos, liebres y lobos. Fué propiedad del hospital de Santi-Spíritus de Segovia, hoy está adjudicado á la beneficencia pública, y se administra por la junta de este nombre de la misma c.: la renta con que contribuye el colono son 100 fan. de grano, por mitad de trigo y cebada, y por todas contr. se pagan 280 rs. Desde que pasó á la beneficencia se han roturado sobre 20 obradas de tierra comprendidas en las 80 que se han indicado, y se ha reparado ó mejor dicho se ha levantado de nuevo una casa en la que hay al presente 4 hab. ó sea el guarda, la mujer y 2 hijos.
(Madoz, 1845, p. 500)

En la actualidad, pertenece al municipio de Segovia.